# Walter Borho
Walter Borho (Hamburgo, 17 de dezembro de 1945) é um matemático alemão, que trabalha com álgebra e teoria dos números.
Borho obteve um doutorado em 1973 naUniversidade de Hamburgo, orientado por Ernst Witt, com a tese Wesentliche ganze Erweiterungen kommutativer Ringe. É professor da Universidade de Wuppertal.
Foi palestrante convidado do Congresso Internacional de Matemáticos em Berkeley (1986 - Nilpotent orbits, primitive ideals and characteristic classes – a survey).

## Publicações
- «On Thabit ibn Kurrah's formula for amicable numbers». Math. Comp. 26 (118): 571–578. 1972. MR 0313177. doi:10.2307/2005185
- Borho, Don Zagier et al.: Lebendige Zahlen, Birkhäuser 1981 (containing Borho's Befreundete Zahlen [Amicable Numbers])
- com Peter Gabriel, Rudolf Rentschler: Primideale in Einhüllenden auflösbarer Lie-Algebren, Springer Verlag, Lecture Notes in Mathematics, vol. 357, 1973[2]
- com Klaus Bongartz, D. Mertens, A. Steins: Farbige Parkette. Mathematische Theorie und Ausführung auf dem Computer [Colored tilings: mathematical theory and computer implementation], Birkhäuser 1988
- com Jean-Luc Brylinski, Robert MacPherson: Nilpotent orbits, primitive ideals and characteristic classes. A geometric perspective in ring theory, Birkhäuser 1989
- com Karsten Blankenagel, Axel vom Stein: «New amicable four-cycles». Math. Comp. 72 (244): 2071–2076. 2003. MR 1986823. doi:10.1090/s0025-5718-03-01489-3